# Challenge Cup 1896
La Challenge Cup 1896 fue la primera edición de este campeonato organizado por la Football Association of Chile (FAC) —antecesora de la Federación de Fútbol de Chile (FFCh)—, y que además constituyó el primer campeonato de fútbol de la historia del país. Se disputó entre clubes de la ciudad de Valparaíso entre el 14 de mayo y 15 de agosto de 1896, y se proclamó campeón el Valparaíso al vencer por 3-1 al Mackay and Sutherland’s Athletic en la final.

## Antecedentes
En 1895 el periodista Robert Reid dio cita a los miembros de los clubes de fútbol de Valparaíso a una reunión luego de una conversación con los comerciantes James Tolson y William Osborne, que decidieron donar una copa de plata para disputar un campeonato de fútbol bajo las reglas del football association, con la condición de que el club que la gane durante dos años consecutivos o tres alternados podrá conservarlo como su propiedad. De esta manera, el 19 de junio de 1895 en el Café Pacífico de Valparaíso, los representantes del Valparaíso, Victoria Rangers, Mackay and Sutherland’s Athletic y Chilian fundaron la Football Association of Chile (FAC).
El 1 de julio, en reunión de directorio presidida por David Scott, se aceptó la donación de la copa, que llegó al país en marzo del año siguiente desde Londres. El trofeo tenía la inscripción «Association Football Chile, Challenge Cup», y grabados los escudos de Chile y del Reino Unido.

## Primera ronda
| 14 de mayo de 1896 11:00 | National | 0:1 (0:1) | Mackay and Sutherland's Athletic | Valparaíso Sporting Club, Viña del Mar |                             |
|                          |          |           | Russell                          | Árbitro(s): George Reynolds            | Árbitro(s): George Reynolds |

| 31 de mayo de 1896 14:30 | Victoria Rangers                                        | 8:0 | Valparaíso Wanderers | Cancha de la Población Vergara, Viña del Mar |                             |
|                          | Cooper · A. Campbell · J. Campbell · McFadzen · Chester |     |                      | Árbitro(s): George Reynolds                  | Árbitro(s): George Reynolds |

|  | Chilian | w. o. | Santiago Club |  |  |

|  | Valparaíso | w. o. | Santiago Athletic |  |  |

## Semifinales
| 21 de junio de 1896 11:00 | Victoria Rangers | 1:1 (1:0) | Valparaíso | Cancha de la Población Vergara, Viña del Mar |                        |
|                           | McFadzen         |           | Crangle    | Árbitro(s): James Hall                       | Árbitro(s): James Hall |

| 29 de junio de 1896 11:00 | Chilian | 0:5 | Mackay and Sutherland's Athletic | Valparaíso Sporting Club, Viña del Mar |  |
|                           |         |     |                                  | Árbitro(s): James Hall                 |  |

### Repetición
| 29 de junio de 1896 14:30 | Valparaíso    | 3:1 (1:1) | Victoria Rangers | Valparaíso Sporting Club, Viña del Mar |                        |
|                           | Brown · Allen |           | Bruce            | Árbitro(s): James Hall                 | Árbitro(s): James Hall |

## Final
La final que enfrentó al Valparaíso y al Mackay and Sutherland's Athletic se disputó en el Valparaíso Sporting Club de Viña del Mar, el sábado 15 de agosto de 1896, día feriado por la Asunción de la Virgen.
| 15 de agosto de 1896 11:50 | Valparaíso                | 3:1 (1:1) | Mackay and Sutherland's Athletic | Valparaíso Sporting Club, Viña del Mar |                        |
|                            | Bischel · Crangle · Brown |           | Cavieres                         | Árbitro(s): James Hall                 | Árbitro(s): James Hall |

|                    |
| Campeón Valparaíso |
| 1.er título        |

## Goleadores
La tabla de máximos goleadores fue la siguiente:
| Pos. | Jugador            | Equipo                  | Goles |
| ---- | ------------------ | ----------------------- | ----- |
| 1    | Heriberto McFadzen | Victoria Rangers        | 4     |
| 2    | Guillermo Brown    | Valparaíso              | 2     |
| 2    | Thomas Crangle     | Valparaíso              | 2     |
| 2    | William Russel     | Mackay and Sutherland’s | 2     |
| 2    | J. Campbell        | Victoria Rangers        | 2     |